# 長野県赤穂高等学校

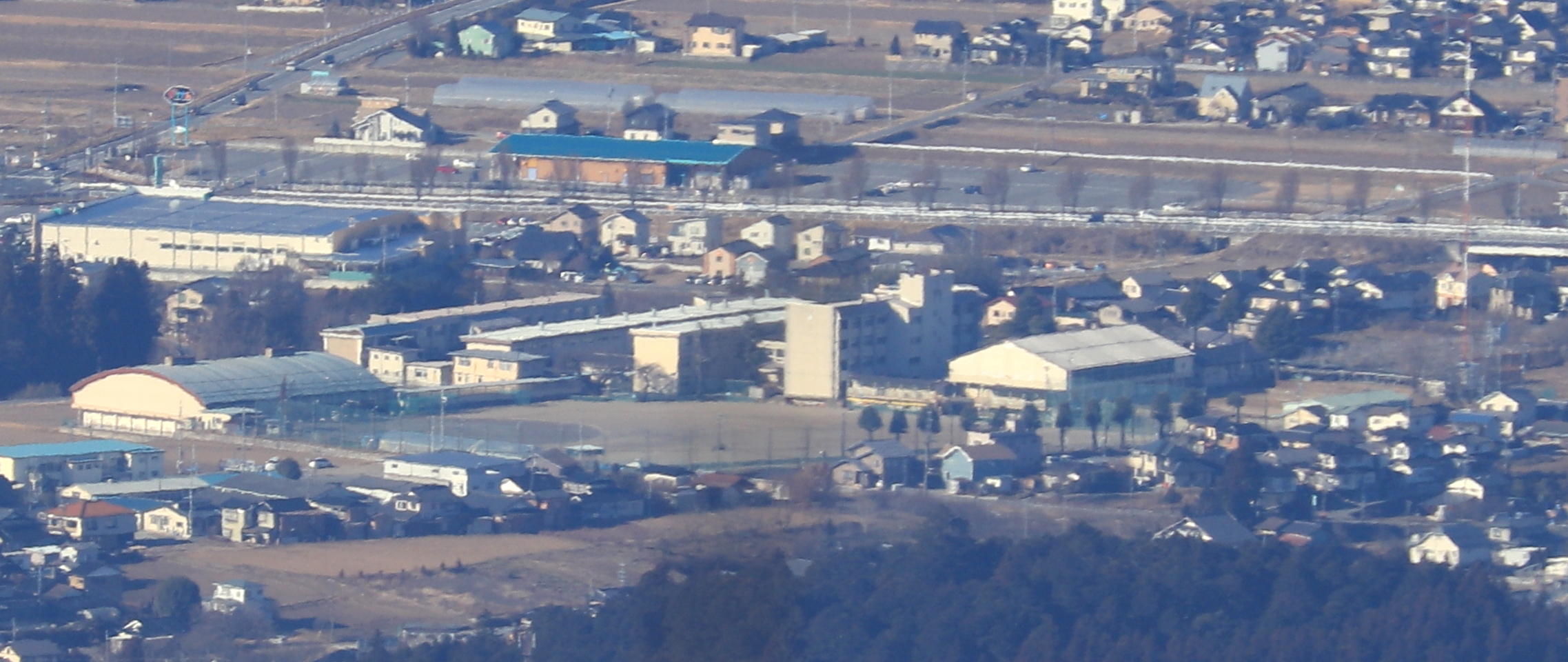
学校の全景

長野県赤穂高等学校（ながのけんあかほこうとうがっこう）とは、長野県駒ヶ根市にある公立高等学校。

## 概要
1917年（大正6年）7月15日の村立赤穂公民実業学校開校をもって創立記念日としている。
1948年（昭和23年）4月1日、当時の赤穂町内にあった町立の旧制中等学校、旧赤穂農商学校と旧赤穂高等女学校が戦後の新制度の下で合併し、長野県赤穂高等学校として設立認可された。
文化祭は校章に由来した「鈴蘭祭」という。
現在の駒ヶ根市役所の位置から移転した当時は、周囲に商店などもなかったが、バイパス開通や再開発などにより、大型店やコンビニが、近隣に設置され便利になった。
かつて存在した制服（男子は詰襟、女子はセーラー服）は、1993年に、生徒の強い要望で廃止になり、現在は私服での通学となっている。制服の私服化を求める学生運動がおき、登下校時には署名を求める学生が多く見られたが、セーラー服にあこがれる女性学生が多かった事も関係している。そのため、制服廃止後も数年は制服で通学する学生が多かった。
なお、兵庫県赤穂市に同名の兵庫県立赤穂高等学校があるが読み方は異なり「あこう」である。愛称は同じく「あかこう」であり校歌でも「あかこう」と唄われている。

## 沿革
- 1903年7月22日 - 村立赤穂染織学校として開校。
- 1913年4月1日 - 村立赤穂染織学校が赤穂女子実業学校と改称。
- 1917年7月15日 - 赤穂村立公民実業学校が開校。農業科、商業科を設置。
- 1932年7月14日 - 赤穂村立公民実業学校が長野県赤穂公民実業学校と改称。
- 1940年2月22日 - 長野県赤穂公民実業学校が長野県赤穂農商学校と改称
- 1943年4月1日 - 赤穂女子実業学校が長野県赤穂高等女学校と改称
- 1948年4月1日 - 学制改革により、長野県赤穂農商学校、長野県赤穂高等女学校が合併し、長野県赤穂高等学校として開校。
- 1948年5月23日 - 定時制課程を開設。（中心校、飯島分校、中沢分校、南向分校）
- 1949年3月31日  -定時制中沢分校を廃止。
- 1949年4月1日 - 県立に移管。
- 1955年3月31日 - 定時制飯島分校を廃止。
- 1960年8月16日 - 野球部が信越代表として甲子園へ出場。（1回戦：早実1-2）
- 1961年4月1日 - 農業科募集停止、工業科を設置。
- 1963年3月31日 - 定時制南向分校を廃止。
- 1964年3月12日 - 工業科が分離独立し、長野県駒ヶ根工業高等学校となる。
- 1966年11月4日 - 創立50周年記念,校舎改築落成記念式典。
- 1967年11月4日 - 定時制20周年記念式典,校歌歌碑建立。
- 2016年10月15日 - 創立100周年記念式典。
- 2017年10月13日 - 定時制創立70周年記念式典。

## 校章・校歌
- 校章                                                                                                                                                         昭和23年、県下初の男女共学の赤穂高等学校が誕生し、高等学校の「高」の文字に県土にゆかりのある鈴蘭の花と葉をローマ字の「A」を思わせる形状で、落ち着きのあるどっしりとした組み合わせの校章が考案された。
- 校歌（作詞：小町谷常是 作曲：井出茂太）

## 最寄駅
- 東海旅客鉄道飯田線：小町屋駅から徒歩10分

## 出身者
- 川上良作 - 元プロ野球選手
- 井石広一 - 元プロ野球選手
- 吉川久衛 - 元衆議院議員
- コージィ城倉 - 漫画家
- 佐野成宏 - オペラ歌手
- 柘植伊佐夫 - ヘアメイクアーティスト
- 中原正純 - 元駒ヶ根市長
- 牧田大助 - トロンボーン奏者